# District de Chong-Alay
Le district de Chong-Alay (en kirghize (langue) : Чоң Алай району) est un raion de la province d'Och dans l'extrême sud du Kirghizistan. Son chef-lieu est le village de Daroot-Korgon. Sa superficie est de 4 857 km2, et 25 039 personnes y résidaient en 2009.

## Géographie
Le district de Chong-Alay occupe la partie occidentale de la vallée d'Alaï. Sa limite septentrionale situe dans les Monts Alaï, et sa limite méridionale dans le chaînon Trans-Alaï. La vallée descend d'est en ouest, avec un point bas 1 560 mètres au-dessus du niveau de la mer.
Le climat est continental, avec des hivers froids. Les précipitations annuelles sont comprises entre 500 et 650 mm. La température moyenne est en juillet de 19 à 22 °C, en décembre de -15 à -10 °C..
L'hydrologie est dominée par la rivière Kyzyl-Suu et ses affluents.

## Démographie
En 2009, tous les habitants y vivent en milieu rural.

### Composition ethnique
Selon le recensement de 2009, la population du district est exclusivement Kirghize :
| Groupe ethnique | Population | Proportion |
| --------------- | ---------- | ---------- |
| Kirghizes       | 25 039     | 99,9%      |
| Autres groupes  | 11         | 0.1%       |

## Communautés rurales et villages

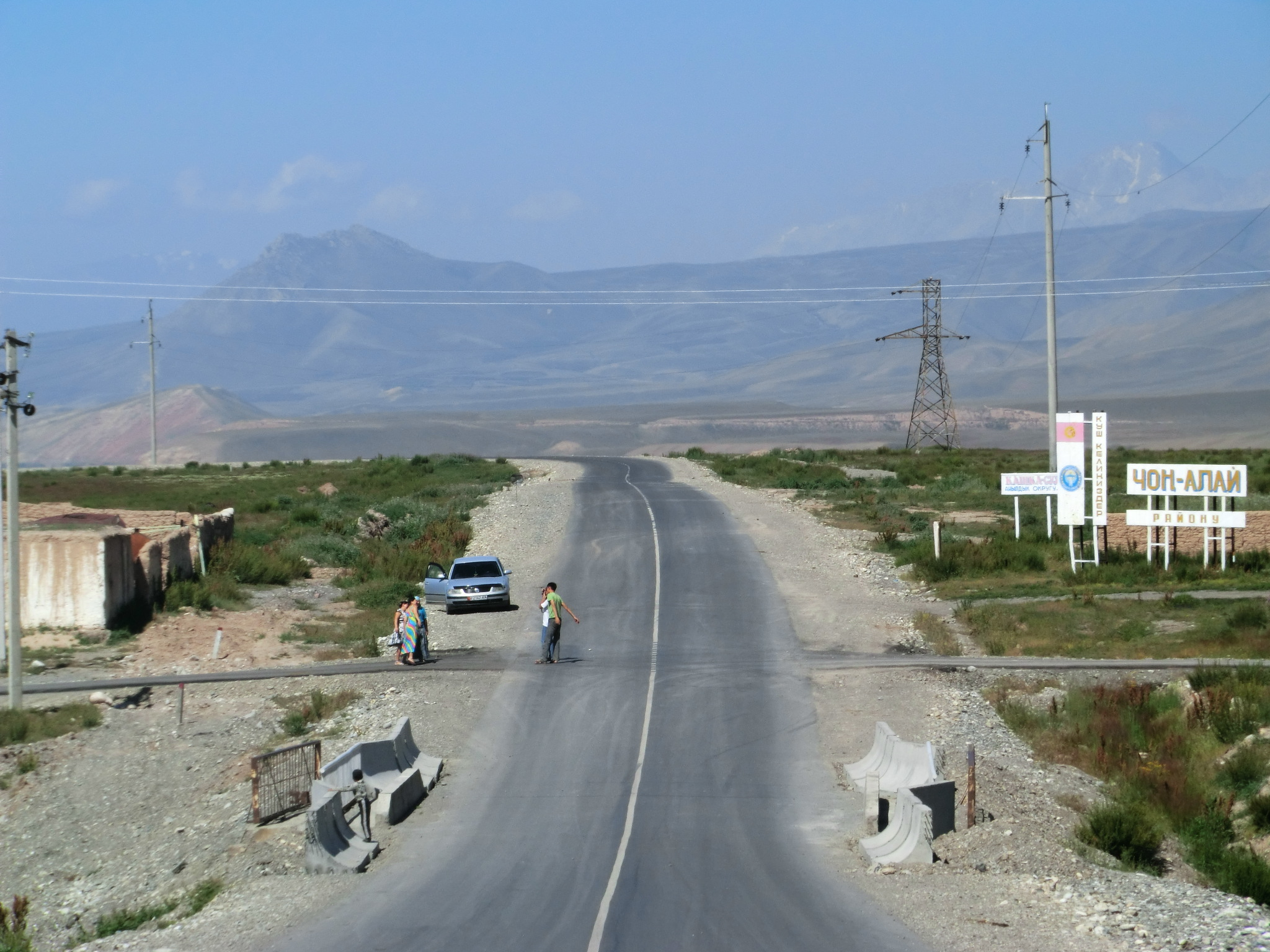
Limite entre les districts de Chong-Alay et d'Alay

Le district de Chong-Alay est constitué de 3 communautés rurales (aiyl okmotu), constituées de un ou plusieurs villages :
1. Jekendi (villages de Karamyk, Jekendi, Kara-Teyit, Shibee et Chuluk)
2. Kashka-Suu (villages de Kashka-Suu, Achyk-Suu, Kabyk, Kara-Kabak et Burgan-Suu)
3. Chong-Alay (villages de Daroot-Korgon, Jash-Bashy, Jashtilek, Jaman-Jar, Kochkorchu, Kulchu, Kyzyl-Tuu, Sary-Bulak, Chak, Kyzyl-Eshme et  Kara-Shybak)